# Griot

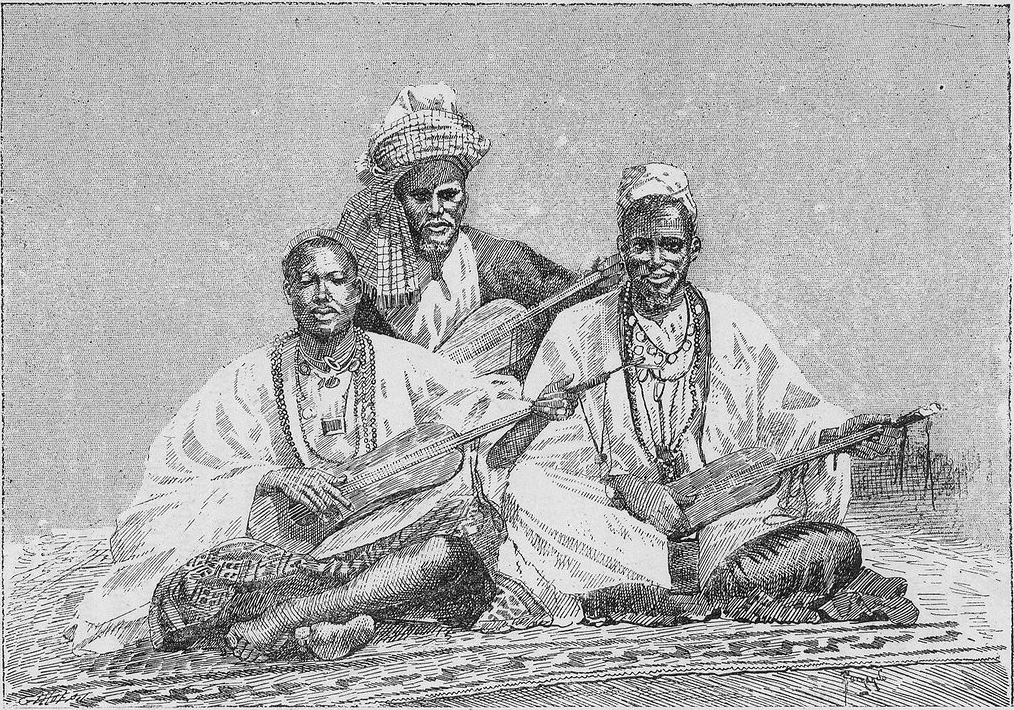
Griotten in Mali, 1890

Een griot of djeli is in West-Afrika een dichter, lofzanger en muzikant en wordt beschouwd als bewaarder en verteller van mondeling overgebrachte tradities en geschiedenis. Veel West-Afrikaanse stammen, zoals Fulbe, Hausa, Tukulor, Wolof, Serere en kleinere stammen kennen griotten. Griotten vormen een endogame groep, wat wil zeggen dat een griot over het algemeen alleen huwt met een andere griot.
Het woord griot zou afkomstig zijn van het Franse woord guiriot, dat een transliteratie is van het Portugese criado, dat dienaar betekent.
De kennis die door griotten wordt beheerd en overgebracht wordt jeliya genoemd, dat overbrenging door bloed betekent. De verhalen behoren tot de orale traditie.

## Bekende griotten/groepen
- Abdoulaye Diabaté (Mali)
- Alpha Oulare (Guinea)
- Amadu Bansang Jobarteh (Gambia)
- Baaba Maal (Senegal)
- Ba Cissoko (Guinea)
- Baba Sissoko (Mali)

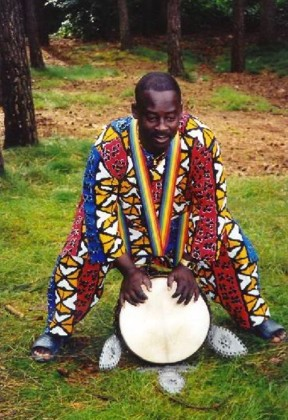
Omar Seck (Senegal)

- Badenya les Frères Coulibaly (Burkina Faso)
- Balla Kouyate (Mali)
- Balla Tounkara (Mali)
- Bassekou Kouyate (Mali)
- Dembo Jobarteh (Gambia)
- Djelimady Tounkara (Mali)
- Djimo Kouyate (Senegal)
- Ebou Gaye Mada (Gambia)
- El Hadj Djeli Sory Kouyate (Guinea)
- Foday Musa Suso (Gambia)
- Habib Koité (Mali)
- Khaira Arby (Mali)
- Kasse Mady Diabate (Mali)
- Malamini Jobarteh (Gambia)
- Mory Kanté (Guinea)
- N'Faly Kouyate (Guinea)
- Mansour Seck (Senegal)
- Omar Seck (Senegal)
- Pape Seck (Senegal)
- Papa Susso (Gambia)
- Pape Kanoutè (Senegal)
- Prince Diabaté (Guinea)
- Salimata Diabaté (Guinea)
- Salieu Suso (Gambia)
- Seikou Susso (Gambia)
- Sherrifo Konteh (Gambia)
- Sona Jobarteh (Gambia)
- Thione Seck (Senegal)
- Titinga Frédéric Pacéré (Burkina Faso)
- Toumani Diabaté (Mali)
- Vieux Diop (Senegal)
- Yacouba Sissoko (Mali)

## Trivia
- De Amerikaanse schrijver Alex Haley maakte gebruik van de kennis van een griot in Gambia toen hij zijn familiegeschiedenis traceerde, zoals beschreven in zijn boek Roots: Wij zwarten.